# Unterschlatt
Unterschlatt ist eine Siedlung und war von 1816 bis 1998 eine Ortsgemeinde der ehemaligen Munizipalgemeinde Basadingen im Bezirk Diessenhofen des Kantons Thurgau in der Schweiz.
Unterschlatt bildet seit dem 1. Januar 1999 mit Mett-Oberschlatt die politische Gemeinde Schlatt TG im Bezirk Frauenfeld.

## Geographie
Die zwischen Kohlfirst und Buechberg gelegene ehemalige Ortsgemeinde grenzt im Norden an den Rhein. Sie umfasste neben dem Dorf Unterschlatt die Ortsteile Dickihof im Südosten, Altparadies mit dem ehemaligen Kloster Paradies, den ehemaligen Weiler Kundelfingen (heute Kundelfingerhof) und die im 19. und 20. Jahrhundert entstandene Industriesiedlung Neuparadies mit dem Bahnhof Schlatt an der Bahnlinie Schaffhausen–Kreuzlingen im Norden. Im Süden grenzte sie an die zürcherischen Gemeinden Truttikon und Trüllikon.

## Geschichte

Unterschlatt im Jahr 1923

Schlatt wurde 1263 erstmals erwähnt als in inferiori villa Slatthe. Im Schaarenwald am Rhein wurde 1912 ein römischer Wachtturm ergraben und seither abgetragen. 1925 wurden Überreste einer Villa rustica, eine Bronzeschale und eine Merkurstatuette gefunden. 875 bestanden die Siedlungen Schwarzach (Swarza) und Hierolteswilare. Die 1162 erwähnte Kirche St. Peter in Schwarzach gehörte zur Ausstattung des dort nach 1253 neu errichteten Klosters Paradies. 858 besass das Kloster Rheinau Güter und Rechte in Schlatt, um 1150 das Kloster Allerheiligen, nach 1250 auch das Kloster St. Katharinental und das Kloster Paradies. Die Gerichtsbarkeit lag bei der Vogtei Diessenhofen und von 1460 bis 1798 bei der Stadt Diessenhofen.
Im Zweiten Koalitionskrieg von 1799 lag Schlatt längere Zeit in der Kampfzone von Russen und Franzosen. Den Österreichern gelang im Schaaren, in der Nähe des Klosters, der Übergang über den Rhein nach Süden. Daran erinnert heute eine Gedenktafel.
Von 1803 bis 1816 gehörte Unterschlatt zur Munizipalgemeinde Diessenhofen.
| Jahr         | 1831  | 1850  | 1900  | 1950  | 1990  | 2000  | 2010  | 2018  |
| Ortsgemeinde | 466   | 631   | 633   | 914   | 915   |       |       |       |
| Ortschaft    |       |       |       |       |       | 698   | 788   | 875   |
| Quelle       | [ 2 ] | [ 2 ] | [ 2 ] | [ 2 ] | [ 2 ] | [ 3 ] | [ 4 ] | [ 5 ] |

1162 ist in Unterschlatt eine Kapelle, 1275 ein Pfarrer erwähnt. Später war es der Kirchgemeinde Stammheim unterstellt. 1714 wurde in Unterschlatt eine reformierte Kirche gebaut und 1769 eine eigene Kirchgemeinde geschaffen.
Neben der Dreizelgenwirtschaft bis um 1800 wurde Obst- und Gartenbau betrieben; im 19. Jahrhundert entstand eine Käserei. Die Bahnlinie Schaffhausen–Kreuzlingen erleichterte ab 1894 den industriellen Abbau der Tonerdeschichten. 1922 nahmen die Keller-Ziegeleien AG ihren Betrieb auf.

## Wappen

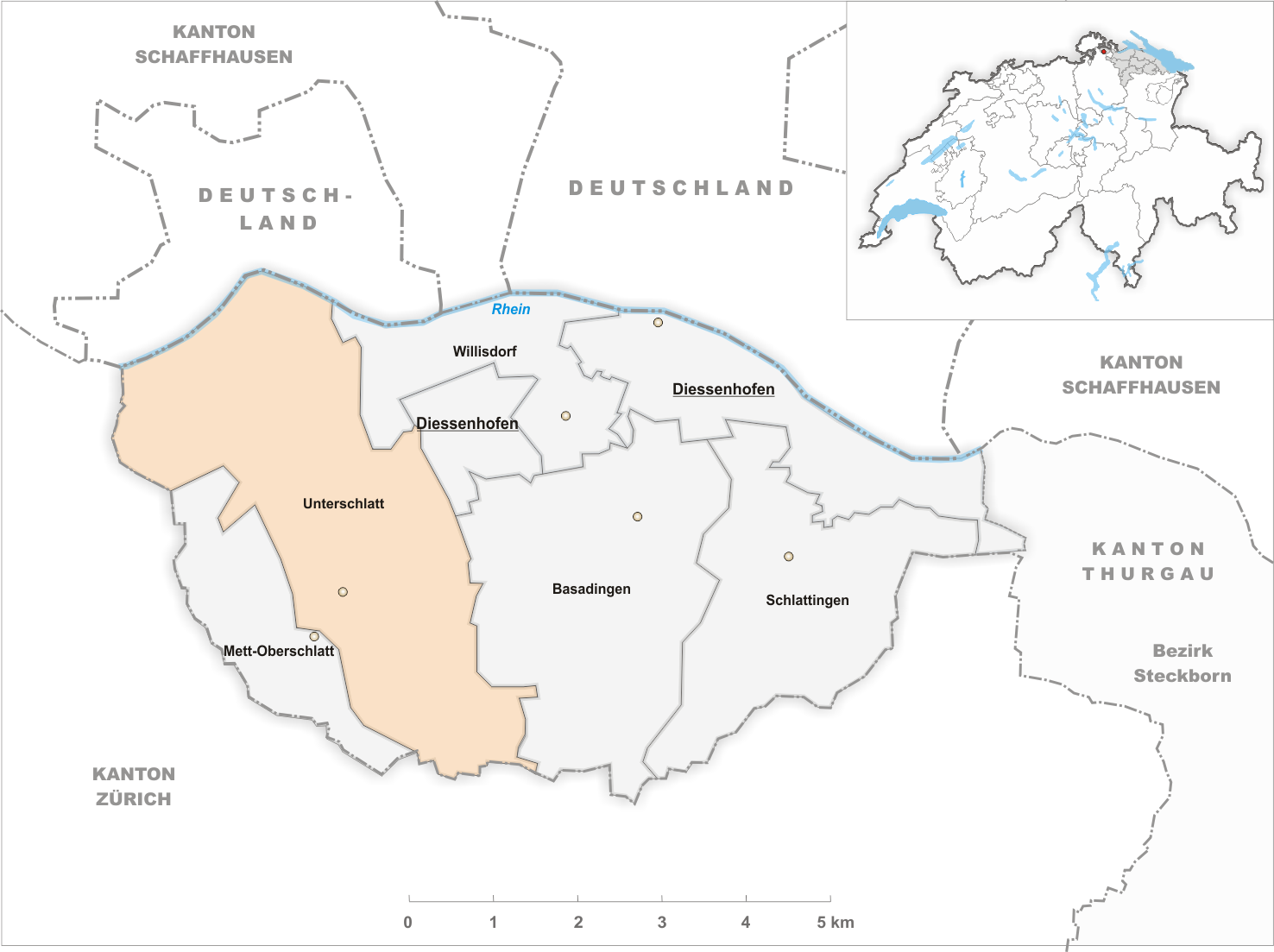
Gemeindestand vor der Fusion im Jahr 1999

Blasonierung: Das Wappen der Ortsgemeinde Mett-Oberschlatt ist schräg geteilt von Rot mit gelber Sichel und gelber Pflugschar.
Sichel und Pflugschar stehen für die landwirtschaftliche Prägung der Gemeinde. Die Farben symbolisieren die frühere Zugehörigkeit zu Vogtei und Hochgericht Diessenhofen.

## Sehenswürdigkeiten
→ siehe Abschnitt Sehenswürdigkeiten im Artikel Schlatt TG